# Ciboure
Ciboure est une commune française située dans le département des Pyrénées-Atlantiques, en région Nouvelle-Aquitaine.
Le gentilé est Cibourien (ou Ziburutar en basque).
Les habitants sont également surnommés les « Kaskarrot » ou « Kachkarrot» forme francisée du basque kazkota ou kaskota. Ce terme pourrait dériver mais sans attestation formelle de kasko en basque issu du casco castillan. Augustin Chaho indique dans son dictionnaire de 1856-1857, un usage de ce terme équivalent à « forte tête ».

## Géographie

### Localisation
La commune de Ciboure se trouve dans le département des Pyrénées-Atlantiques, en région Nouvelle-Aquitaine.
Elle se situe à 136 km par la route de Pau, préfecture du département, à 28 km de Bayonne, sous-préfecture, et à 5 km de Saint-Jean-de-Luz, bureau centralisateur du canton de Saint-Jean-de-Luz dont dépend la commune depuis 2015 pour les élections départementales.
La commune fait en outre partie du bassin de vie de Bayonne.
Les communes les plus proches sont : 
Saint-Jean-de-Luz (0,9 km), Urrugne (3,7 km), Ascain (5,8 km), Guéthary (6,5 km), Ahetze (8,1 km), Bidart (8,4 km), Biriatou (8,4 km), Hendaye (9,1 km).
Sur le plan historique et culturel, Ciboure fait partie de la province du Labourd, un des sept territoires composant le Pays basque,. Le Labourd est traversé par la vallée alluviale de la Nive et rassemble les plus beaux villages du Pays basque. Depuis 1999, l'Académie de la langue basque ou Euskalzaindia divise le territoire du Labourd en six zones,. La commune est dans la zone Lapurdi Itsasegia (Côte du Labourd) au sud-ouest de ce territoire, en façade atlantique.

### Communes limitrophes
Les communes limitrophes sont Ascain, Saint-Jean-de-Luz et Urrugne.
|         | Golfe de Gascogne | Baie de Saint-Jean-de-Luz |
|         | Ciboure           | Saint-Jean-de-Luz         |
| Urrugne |                   | Ascain                    |

### Hydrographie

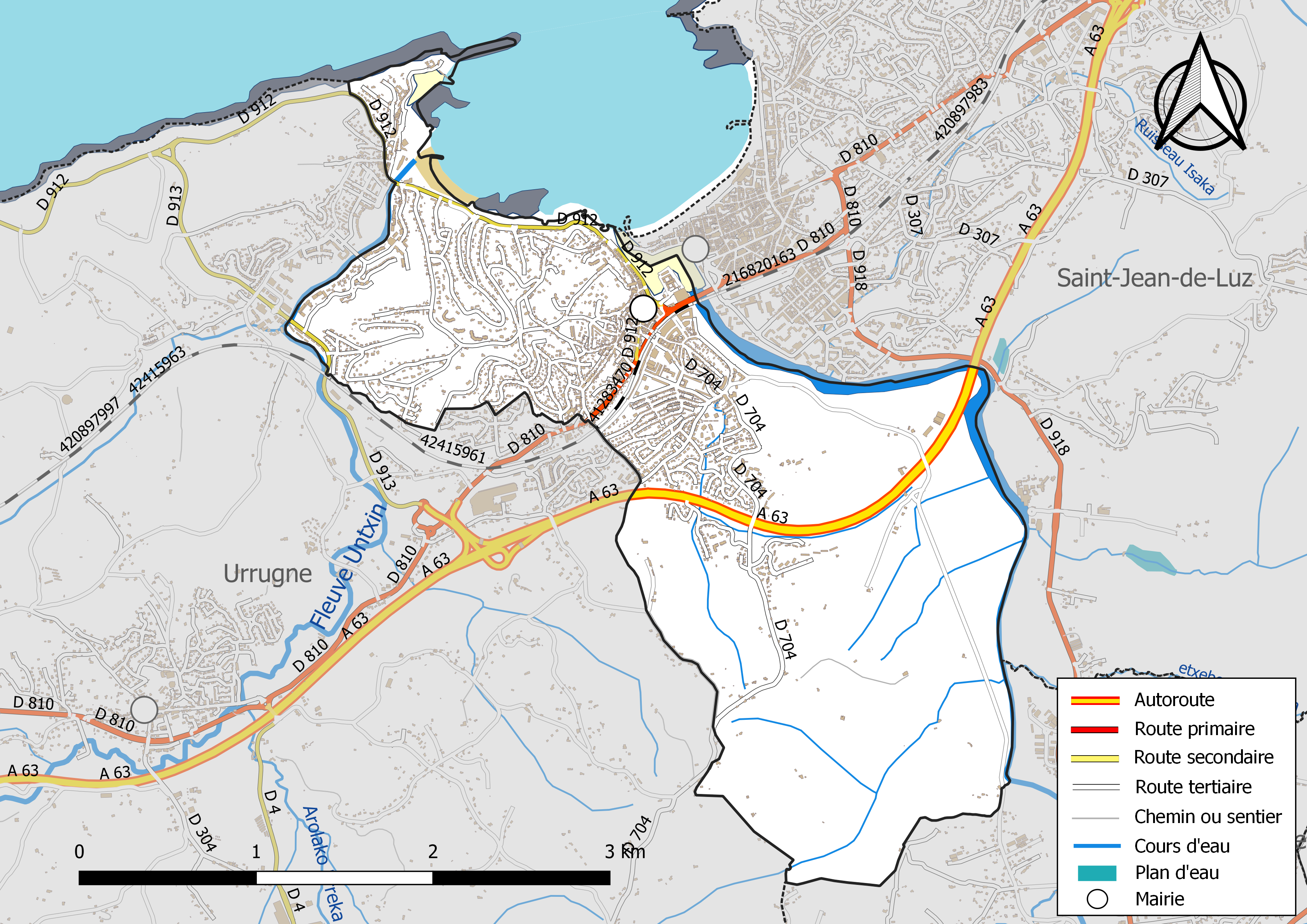
Réseaux hydrographique et routier de Ciboure.

La commune est drainée par la Nivelle, Fleuve Untxin et par divers petits cours d'eau, constituant un réseau hydrographique de 10 km de longueur totale,.
La Nivelle, d'une longueur totale de 39,2 km (en France), est un fleuve qui prend sa source en Espagne, à l'ouest du sommet de l'Alcurrunz (933 m), dans la commune d'Urdazubi, et s'écoule du sud vers le nord. Elle traverse la commune et se jette dans le golfe de Gascogne à Saint-Jean-de-Luz, après avoir traversé 5 communes.

### Climat
Le climat qui caractérise la commune est qualifié, en 2010, de « climat océanique franc », selon la typologie des climats de la France qui compte alors huit grands types de climats en métropole. En 2020, la commune ressort du type « climat océanique » dans la classification établie par Météo-France, qui ne compte désormais, en première approche, que cinq grands types de climats en métropole. Ce type de climat se traduit par des températures douces et une pluviométrie relativement abondante (en liaison avec les perturbations venant de l'Atlantique), répartie tout au long de l'année avec un léger maximum d'octobre à février.
Les paramètres climatiques qui ont permis d’établir la typologie de 2010 comportent six variables pour les températures et huit pour les précipitations, dont les valeurs correspondent à la normale 1971-2000. Les sept principales variables caractérisant la commune sont présentées dans l'encadré ci-après.
| Paramètres climatiques communaux sur la période 1971-2000 - Moyenne annuelle de température : −9 999 °C - Nombre de jours avec une température inférieure à −5 °C : -9999 j - Nombre de jours avec une température supérieure à 30 °C : -9999 j - Amplitude thermique annuelle : −9 999 °C - Cumuls annuels de précipitation : −9 999 mm - Nombre de jours de précipitation en janvier : -9999 j - Nombre de jours de précipitation en juillet : -9999 j |

Avec le changement climatique, ces variables ont évolué. Une étude réalisée en 2014 par la Direction générale de l'Énergie et du Climat complétée par des études régionales prévoit en effet que la  température moyenne devrait croître et la pluviométrie moyenne baisser, avec toutefois de fortes variations régionales. La station météorologique de Météo-France installée sur la commune et mise en service en 1921 permet de connaître en continu l'évolution des indicateurs météorologiques. Le tableau détaillé pour la période 1981-2010 est présenté ci-après.
La température moyenne annuelle évolue de 13,2 °C pour la période 1971-2000, à 13,4 °C pour 1981-2010, puis à 13,8 °C pour 1991-2020.
| Mois                                  | jan.             | fév.            | mars            | avril           | mai             | juin           | jui.           | août           | sep.           | oct.            | nov.            | déc.          | année    |
| ------------------------------------- | ---------------- | --------------- | --------------- | --------------- | --------------- | -------------- | -------------- | -------------- | -------------- | --------------- | --------------- | ------------- | -------- |
| Température minimale moyenne (°C)     | 5,8              | 5,9             | 7,4             | 8,6             | 11,8            | 14,7           | 16,8           | 17,2           | 14,9           | 12,6            | 8,7             | 6,5           | 10,9     |
| Température moyenne (°C)              | 9,3              | 9,6             | 11,4            | 12,6            | 15,7            | 18,3           | 20,5           | 21             | 19,1           | 16,6            | 12,3            | 10            | 14,7     |
| Température maximale moyenne (°C)     | 12,8             | 13,4            | 15,4            | 16,5            | 19,5            | 22             | 24,2           | 24,8           | 23,4           | 20,6            | 16              | 13,4          | 18,5     |
| Record de froid (°C) date du record   | −10,8 15.01.1985 | −12 03.02.1956  | −7,2 06.03.1971 | −2,4 13.04.1958 | 2,6 03.05.1977  | 4,2 02.06.1962 | 6,4 28.07.1954 | 7,2 14.08.1949 | 2,2 25.09.1931 | 0,5 16.10.09    | −5,6 26.11.1955 | −8 25.12.1962 | −12 1956 |
| Record de chaleur (°C) date du record | 24,6 06.01.1999  | 28,4 28.02.1960 | 29,8 25.03.1955 | 32,5 30.04.05   | 35,4 30.05.1996 | 42 18.06.2022  | 41,9 30.07.20  | 40,2 04.08.03  | 38 12.09.16    | 33,2 02.10.1985 | 29 08.11.15     | 26 02.12.1985 | 42 2022  |
| Précipitations (mm)                   | 139              | 116,9           | 110,9           | 137             | 115,1           | 86,4           | 70,1           | 99,6           | 118            | 152,6           | 182             | 155,4         | 1 483    |

### Milieux naturels et biodiversité

#### Réseau Natura 2000
Le réseau Natura 2000 est un réseau écologique européen de sites naturels d'intérêt écologique élaboré à partir des Directives « Habitats » et « Oiseaux », constitué de zones spéciales de conservation (ZSC) et de zones de protection spéciale (ZPS).
Un site Natura 2000 a été défini sur la commune au titre de la « directive Habitats » : « la Nivelle (estuaire, barthes et cours d'eau) », d'une superficie de 1 450 ha, un réseau hydrographique complet des sources de montagne à son estuaire,.

#### Zones naturelles d'intérêt écologique, faunistique et floristique
L’inventaire des zones naturelles d'intérêt écologique, faunistique et floristique (ZNIEFF) a pour objectif de réaliser une couverture des zones les plus intéressantes sur le plan écologique, essentiellement dans la perspective d’améliorer la connaissance du patrimoine naturel national et de fournir aux différents décideurs un outil d’aide à la prise en compte de l’environnement dans l’aménagement du territoire.
Une ZNIEFF de type 1 est recensée sur la commune, : 
les « Barthes de la basse vallée de la Nivelle et vallée humide de Basa Beltz » (152,04 ha), couvrant 3 communes du département et une ZNIEFF de type 2,, : 
le « réseau hydrographique et basse vallée de la Nivelle » (763,72 ha), couvrant 9 communes du département.

## Urbanisme

### Typologie
Au 1er janvier 2025, Ciboure est catégorisée centre urbain intermédiaire, selon la nouvelle grille communale de densité à sept niveaux définie par l'Insee en 2022.
Elle appartient à l'unité urbaine de Bayonne (partie française), une agglomération internationale regroupant 28  communes, dont elle est une commune de la banlieue,,. Par ailleurs la commune fait partie de l'aire d'attraction de Ciboure, dont elle est la commune-centre,. Cette aire, qui regroupe 2 communes, est catégorisée dans les aires de moins de 50 000 habitants,.
La commune, bordée par l'océan Atlantique, est également une commune littorale au sens de la loi du 3 janvier 1986, dite loi littoral. Des dispositions spécifiques d’urbanisme s’y appliquent dès lors afin de préserver les espaces naturels, les sites, les paysages et l’équilibre écologique du littoral, tel le principe d'inconstructibilité, en dehors des espaces urbanisés, sur la bande littorale des 100 mètres, ou plus si le plan local d’urbanisme le prévoit.

### Occupation des sols

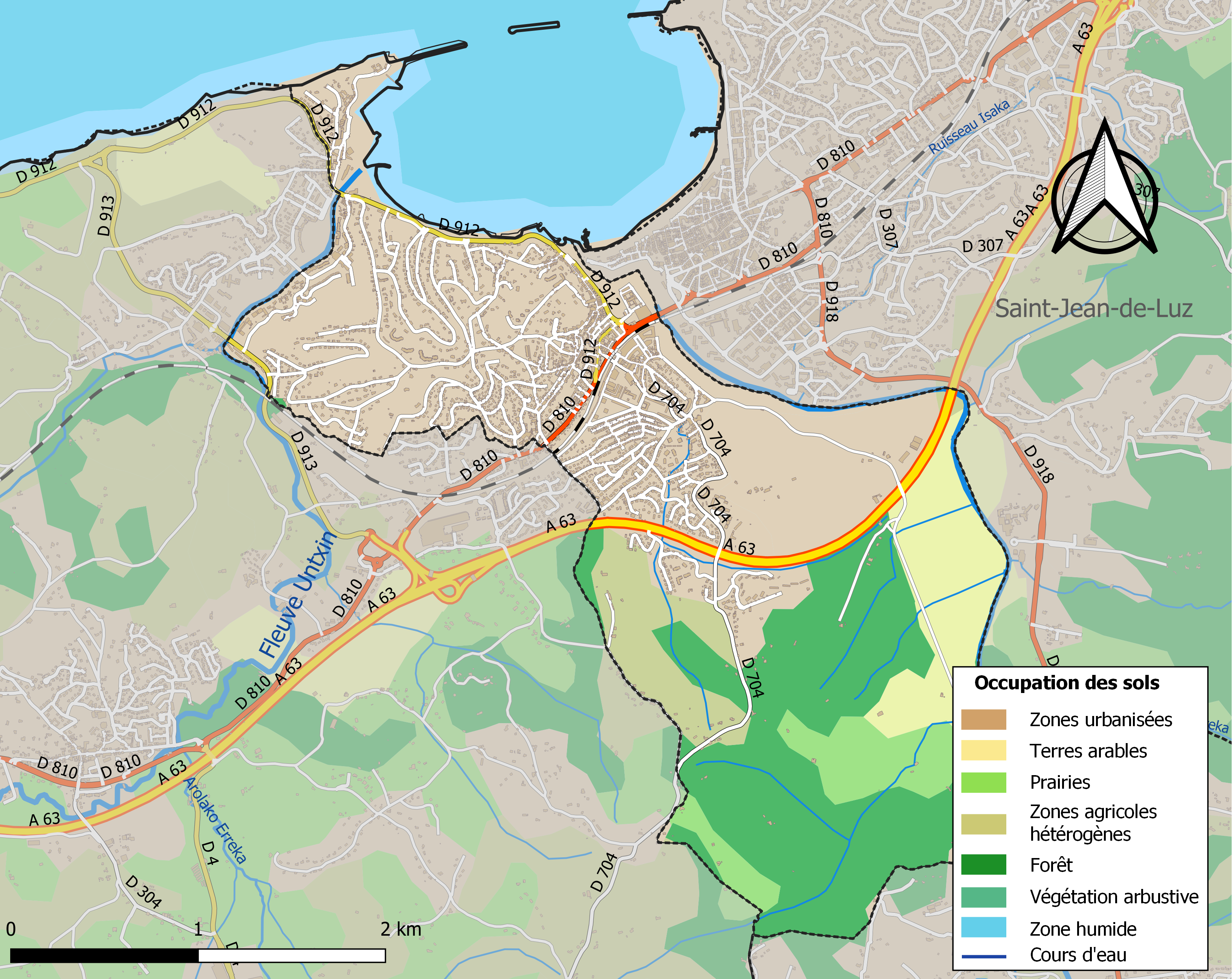
Carte des infrastructures et de l'occupation des sols de la commune en 2018 (CLC).

L'occupation des sols de la commune, telle qu'elle ressort de la base de données européenne d’occupation biophysique des sols Corine Land Cover (CLC), est marquée par l'importance des territoires artificialisés (53,2 % en 2018), en augmentation par rapport à 1990 (47,9 %). La répartition détaillée en 2018 est la suivante : 
zones urbanisées (44,2 %), forêts (24,2 %), espaces verts artificialisés, non agricoles (9 %), terres arables (8,9 %), zones agricoles hétérogènes (5,8 %), prairies (5,1 %), zones humides côtières (2,4 %), eaux maritimes (0,4 %). L'évolution de l’occupation des sols de la commune et de ses infrastructures peut être observée sur les différentes représentations cartographiques du territoire : la carte de Cassini (XVIIIe siècle), la carte d'état-major (1820-1866) et les cartes ou photos aériennes de l'IGN pour la période actuelle (1950 à aujourd'hui).

### Lieux-dits et hameaux
Le quartier de Socoa situé entre l'Océan et la baie protégée, est administré à la fois par Ciboure et par Urrugne. Il est relié à Hendaye-Plage par la célèbre route dite de la Corniche basque qui offre de spectaculaires vues sur le golfe de Gascogne et les falaises plissées de la côte basque.
- Haize Hegoa[15]
- les Barthes[15]
- Borda Zahar[15]
- Bordagain[15]
- Bordaxumea[15]
- Briquet Baita[15]
- Cordilleta[15]
- la Croix Blanche[15]
- Elhorrienborda[15]
- erreka Zahar[15]
- Espelettenea[15]
- Gainekoborda[15]
- Ibiri[15]
- Institution de Béthanie[15]
- Landaburua[15]
- Maison Ravel[15]
- Maldagora[15]
- Mamisun[15]
- Marinela[15]
- Musugorria[15]
- Oihan Alde[15]
- Pokalenea[15]
- Sopitenia[15]
- Sainte-Anne[15]
- Sainte-Croix[15]
- Tour Bordagain[15]
- Uhartea[15]
- Urunaga[15]
- Villa Leihorra[15]

### Voies de communication et transports
Ciboure est desservie par la route nationale 10 entre Saint-Jean-de-Luz et Urrugne.
Ciboure est desservie par les lignes 39, 41 et 43 du réseau de bus Hegobus et la ligne 3 du réseau Carexpress Hendaye-Bayonne.

### Risques majeurs
Le territoire de la commune de Ciboure est vulnérable à différents aléas naturels : météorologiques (tempête, orage, neige, grand froid, canicule ou sécheresse), inondations, feux de forêts, mouvements de terrains et séisme (sismicité modérée). Il est également exposé à deux risques technologiques, le transport de matières dangereuses et la rupture d'un barrage. Un site publié par le BRGM permet d'évaluer simplement et rapidement les risques d'un bien localisé soit par son adresse soit par le numéro de sa parcelle.

#### Risques naturels
La commune fait partie du territoire à risques importants d'inondation (TRI) Côtier basque, regroupant 12 communes dans les Pyrénées-Atlantiques et une dans les Landes concernées par un risque de phénomènes fluvio-maritimes pouvant s’avérer dangereux (estuaire Adour et Nive) sur le territoire de Bayonne et de crues rapides dévastatrices de la Nivelle dans sa partie sud (Ciboure, Saint-Jean-de-Luz), un des 18 TRI qui ont été arrêtés fin 2012 sur le bassin Adour-Garonne. La plus forte crue connue est celle de 1952, suivie de celle de 1981. Des cartes des surfaces inondables ont été établies pour trois scénarios : fréquent (crue de temps de retour de 10 ans à 30 ans), moyen (temps de retour de 100 ans à 300 ans) et extrême (temps de retour de l'ordre de 1 000 ans, qui met en défaut tout système de protection). La commune a été reconnue en état de catastrophe naturelle au titre des dommages causés par les inondations et coulées de boue survenues en 1982, 1983, 1990, 1992, 2002, 2006, 2007, 2009 et 2021,.
Ciboure est exposée au risque de feu de forêt. En 2020, le premier plan de protection des forêts contre les incendies (PDPFCI) a été adopté pour la période 2020-2030. La réglementation des usages du feu à l’air libre et les obligations légales de débroussaillement dans le département des Pyrénées-Atlantiques font l'objet d'une consultation de public ouverte du 16 septembre au 7 octobre 2022,.

La commune est vulnérable au risque de mouvements de terrains constitué principalement du retrait-gonflement des sols argileux. 

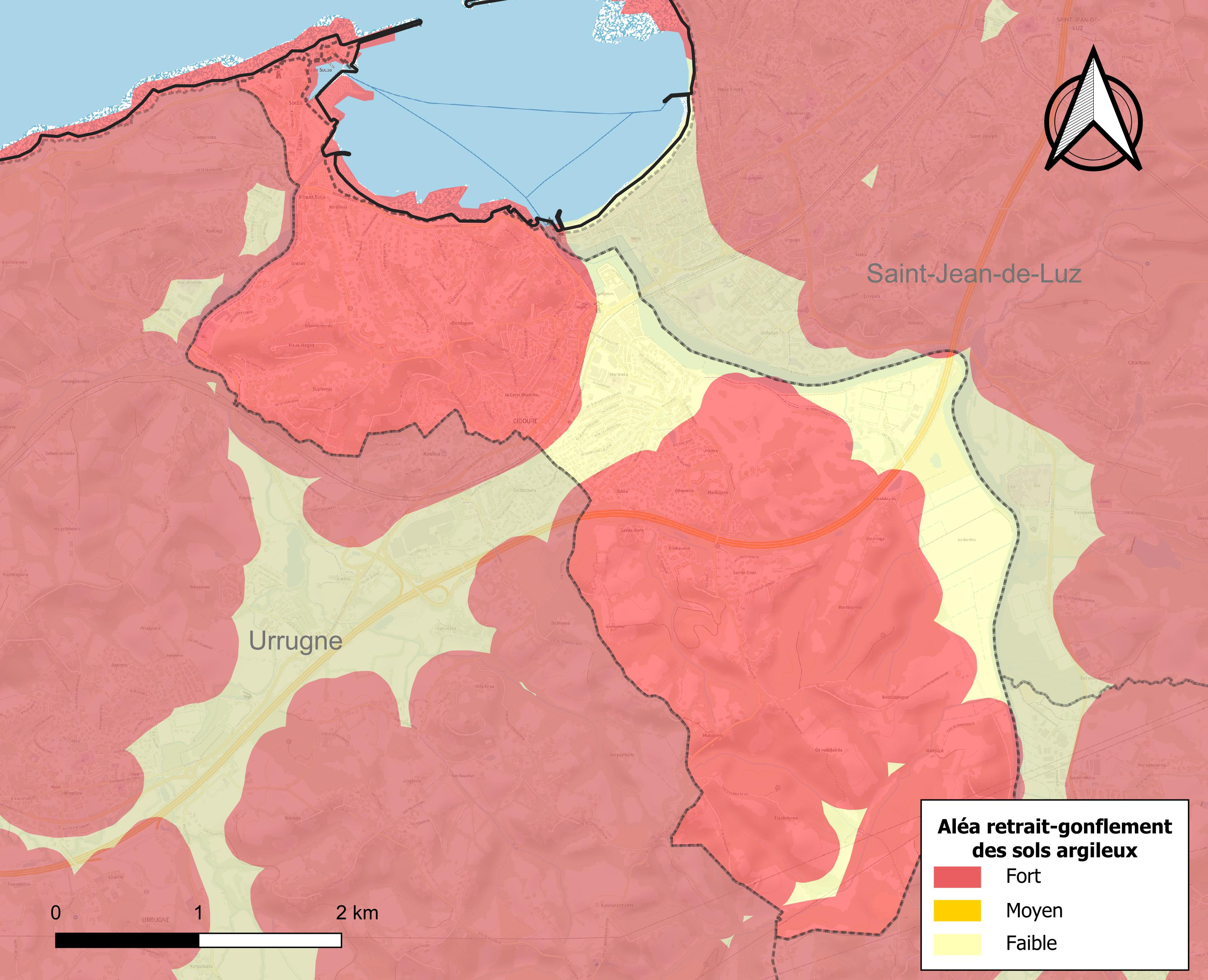
Carte des zones d'aléa retrait-gonflement des sols argileux de Ciboure.

Cet aléa est susceptible d'engendrer des dommages importants aux bâtiments en cas d’alternance de périodes de sécheresse et de pluie. 82,8 % de la superficie communale est en aléa moyen ou fort (59 % au niveau départemental et 48,5 % au niveau national). Depuis le 1er octobre 2020, en application de la loi ELAN, différentes contraintes s'imposent aux vendeurs, maîtres d'ouvrages ou constructeurs de biens situés dans une zone classée en aléa moyen ou fort,.
Concernant les mouvements de terrains, la commune a été reconnue en état de catastrophe naturelle au titre des dommages causés par la sécheresse en 1989, 1990, 2003, 2005 et 2011 et par des mouvements de terrain en 2013.

#### Risque technologique
La commune est en outre située en aval de barrages de classe A. À ce titre elle est susceptible d’être touchée par l’onde de submersion consécutive à la rupture de cet ouvrage.

## Toponymie

### Attestations anciennes
Le toponyme Ciboure apparaît sous les formes
Subiboure (XIIIe siècle, titres de Saint-Jean-de-Luz),
Siboure (1650, carte du Gouvernement général de Guienne et Guascogne et Pays circonvoisins, Carte des Pays Basques de France et d'Espagne),
Siboro (1657),
Sanctus Vincentius de Siboure (1684, collations du diocèse de Bayonne) et
Ziburu au XIXe siècle.
Siboro était l'ancien nom de la ville, tout du moins jusqu'en 1692 selon Jean-Baptiste Orpustan.

### Graphie basque
Son nom basque actuel est Ziburu.

## Histoire

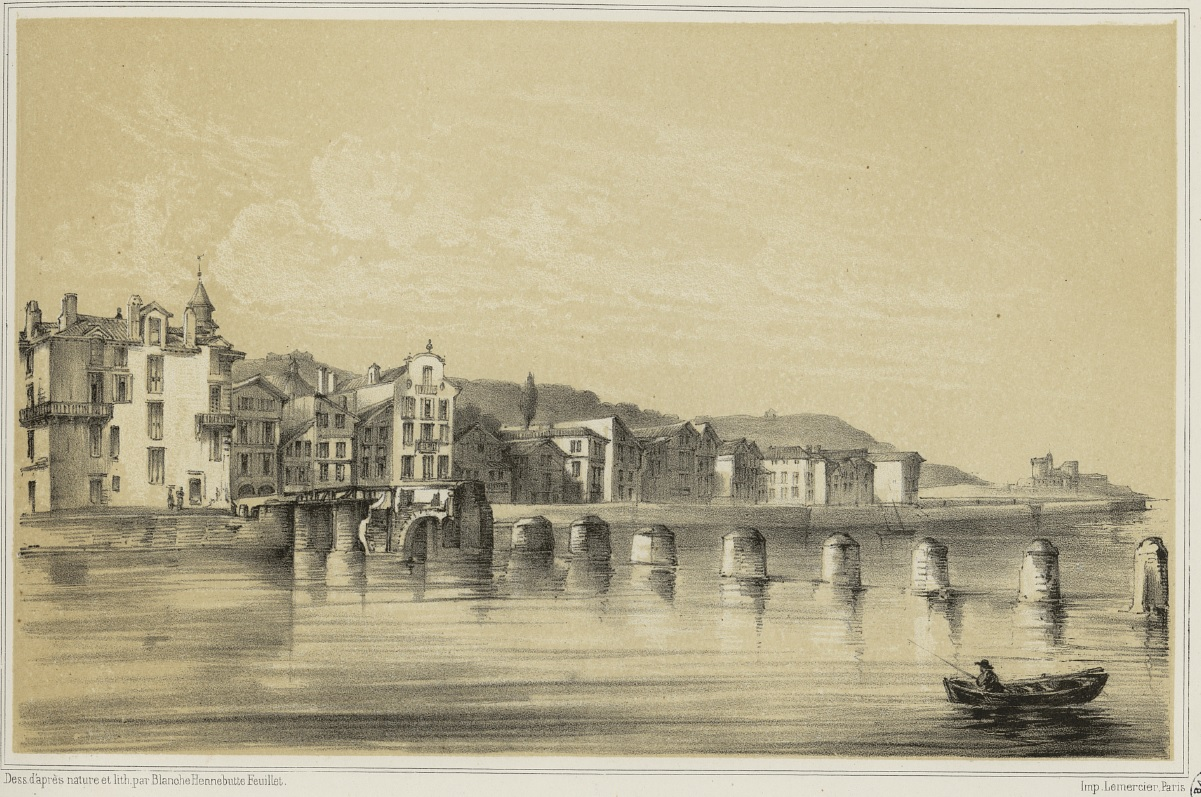
Vue de Ciboure prise du jardin de la douane de Saint-Jean-de-Luz vers 1882. Ruines de l'ancien pont « telles qu'elles étaient en 1852 ».

Le début du XVIe siècle en Labourd est marqué par l'apparition de la peste. La lecture des registres gascons permet de suivre son expansion. Après une période de rémission, la maladie réapparaît. En 1598, le corps de ville de Ciboure rédige de nombreux rapports sur « la maladie quy court », « la maladie de la peste ».
Jusqu'alors annexe d'Urrugne, Ciboure fut érigée en commune en 1603.
En prévision des États généraux de 1789, Me Saint-Esteven – curé de Ciboure – est élu député du clergé. Sous la Révolution, Ciboure sera rattachée à Saint-Jean-de-Luz, les deux villes regroupées prendront le nom de Chauvin-Dragon. Les deux villes, soupçonnées d'« incivisme » sous la Terreur, sont ainsi placées sous l'administration d'une « Société populaire républicaine des amis de la Liberté et de l'Égalité ». Le nom de Chauvin-Dragon cessera d'être employé à partir de 1795 mais les deux villes ne seront séparées qu'en 1800.
Maurice Ravel est né à Ciboure, le 7 mars 1875, dans la maison Estebania, de style hollandais.

## Héraldique
| Blason | Blasonnement : D'argent à la mer d'azur, au cheval contourné d'argent brochant sur le fût au naturel d'un arbre de sinople terrassé du même, fruité d'or, accosté de deux vaisseaux affrontés au naturel voguant sur la mer, l'un à dextre et l'autre à senestre. Commentaires : Les armoiries de Ciboure ont été approuvées par le conseil municipal en 1992. Elles se retrouvent sur la vieille fontaine de Ciboure classée monument historique (datant de 1676) et correspondent à une légère adaptation des règles d’héraldique par souci d’esthétisme (ajout du marron pour le tronc du chêne et bateaux). - L’arbre est un chêne de sinople (vert) fruité de glands d’or (jaune) dont le tronc est au naturel (marron) terrassé du même (terrasse verte tranchant sur la mer d’azur). Le chêne représente la force, les traditions et la mémoire. Il a été repris ensuite dans plusieurs armoiries du Pays basque. - Le cheval d’argent (blanc) sur une mer d’azur (bleue) est le signe de la vitesse, la légèreté du commandement. Le cheval était un animal royal. - La vocation maritime de Ciboure se retrouve dans les deux vaisseaux dits d’accompagnement sur les armoiries. |

## Politique et administration

### Liste des maires
| Période                                  | Période      | Identité              | Étiquette            | Qualité                                                         |
| ---------------------------------------- | ------------ | --------------------- | -------------------- | --------------------------------------------------------------- |
| 1912                                     | 1919         | Jean Haristoy         |                      |                                                                 |
| 1919                                     | 1925         | Jean-Pierre Celhay    |                      |                                                                 |
| 1925                                     | 1935         | Jean-Baptiste Duhau   |                      |                                                                 |
| 1935                                     | 1941         | Joseph Abeberry       |                      |                                                                 |
| 1941                                     | 1944         | Jean-Baptiste Hapette |                      |                                                                 |
| 1944                                     | 1946         | Jean Meyreau          |                      |                                                                 |
| 1946                                     | mars 1971    | Jean Poulou           | DVD                  | Conseiller général du canton de Saint-Jean-de-Luz (1964 → 1973) |
| mars 1971                                | 1976         | Bernard Rospide       | UDR                  | Médecin                                                         |
| 1976                                     | mars 1977    | Rodolphe Fisher       |                      |                                                                 |
| mars 1977                                | 1981 (décès) | Jean Poulou           | MRG                  | Conseiller général du canton d'Hendaye (1973 → 1981)            |
| 1981                                     | mars 1989    | Michel Poulou         | MRG                  |                                                                 |
| mars 1989                                | mars 2001    | Albert Péry           | PS                   |                                                                 |
| mars 2001                                | juillet 2020 | Guy Poulou            | DD puis UMP-LR       | Chirurgien-dentiste                                             |
| juillet 2020                             | En cours     | Eneko Aldana-Douat    | Régionaliste (EHBAI) |                                                                 |
| Les données manquantes sont à compléter. |              |                       |                      |                                                                 |

### Intercommunalité
Ciboure fait partie de huit structures intercommunales :
- la communauté d'agglomération du Pays Basque ;
- le SIVU des écoles maternelles et primaires de Ciboure et d'Urrugne ;
- le syndicat d’énergie des Pyrénées-Atlantiques ;
- le syndicat intercommunal d’aménagement de la basse vallée de l’Untxin et de voirie de Ciboure et Urrugne ;
- le syndicat intercommunal de la baie de Saint-Jean-de-Luz et de Ciboure ;
- le syndicat intercommunal des collèges d'enseignement secondaire de Saint-Jean-de-Luz ;
- le syndicat intercommunal du centre de secours de Saint-Jean-de-Luz ;
- le syndicat intercommunal pour le soutien à la culture basque.

Ciboure accueille le siège du SIVU des écoles maternelles et primaires de Ciboure et d'Urrugne.
La commune fait partie de l'Eurocité basque Bayonne - San Sebastian.

## Population et société

### Démographie
L'évolution du nombre d'habitants est connue à travers les recensements de la population effectués dans la commune depuis 1793. Pour les communes de moins de 10 000 habitants, une enquête de recensement portant sur toute la population est réalisée tous les cinq ans, les populations de référence des années intermédiaires étant quant à elles estimées par interpolation ou extrapolation. Pour la commune, le premier recensement exhaustif entrant dans le cadre du nouveau dispositif a été réalisé en 2006.

En 2022, la commune comptait 5 957 habitants, en évolution de −5,4 % par rapport à 2016 (Pyrénées-Atlantiques : +3,78 %, France hors Mayotte : +2,11 %).
| 1793  | 1800  | 1806  | 1821  | 1831  | 1836  | 1841  | 1846  | 1851  |
| ----- | ----- | ----- | ----- | ----- | ----- | ----- | ----- | ----- |
| 1 873 | 1 459 | 1 479 | 1 528 | 1 651 | 1 754 | 2 153 | 2 155 | 1 946 |

| 1856  | 1861  | 1866  | 1872  | 1876  | 1881  | 1886  | 1891  | 1896  |
| ----- | ----- | ----- | ----- | ----- | ----- | ----- | ----- | ----- |
| 1 700 | 1 966 | 1 910 | 1 985 | 2 194 | 2 257 | 2 423 | 2 165 | 2 174 |

| 1901  | 1906  | 1911  | 1921  | 1926  | 1931  | 1936  | 1946  | 1954  |
| ----- | ----- | ----- | ----- | ----- | ----- | ----- | ----- | ----- |
| 2 206 | 2 259 | 2 617 | 2 692 | 3 639 | 4 170 | 3 905 | 4 238 | 4 777 |

| 1962  | 1968  | 1975  | 1982  | 1990  | 1999  | 2006  | 2011  | 2016  |
| ----- | ----- | ----- | ----- | ----- | ----- | ----- | ----- | ----- |
| 5 870 | 6 376 | 6 371 | 6 205 | 5 849 | 6 283 | 6 282 | 6 864 | 6 297 |

| 2021  | 2022  | - | - | - | - | - | - | - |
| ----- | ----- | - | - | - | - | - | - | - |
| 6 033 | 5 957 | - | - | - | - | - | - | - |

La commune fait partie de l'aire d'attraction de Ciboure.

### Enseignement
La commune dispose de cinq écoles : l'école maternelle publique Marinela, l'école élémentaire publique Aristide-Briand, l'école primaire publique Croix-Rouge et l'école primaire privée Saint-Michel (ces quatre écoles proposent un enseignement bilingue français-basque à parité horaire). L'ikastola kaskarotenia, ouverte en 2013, propose un enseignement entièrement en langue basque.

## Économie
Ciboure partage le port de pêche avec Saint-Jean-de-Luz. La gestion est assurée par la Chambre de commerce et d'industrie de Bayonne Pays basque. Des conserveries de produits de la mer sont installées dans la commune.
Aujourd'hui, Ciboure est l'une des localités les plus dynamiques de la région. Les conserveries sur le déclin ont été reprises par de jeunes entrepreneurs. Un lycée consacré à la mer a ouvert ses portes en 1996 et, histoire de prouver qu'elle n'avait rien à envier à sa voisine Saint-Jean-de-Luz, la municipalité a rénové son patrimoine.
Ciboure fait partie de la zone d'appellation de l'ossau-iraty.

## Culture locale et patrimoine
Langues

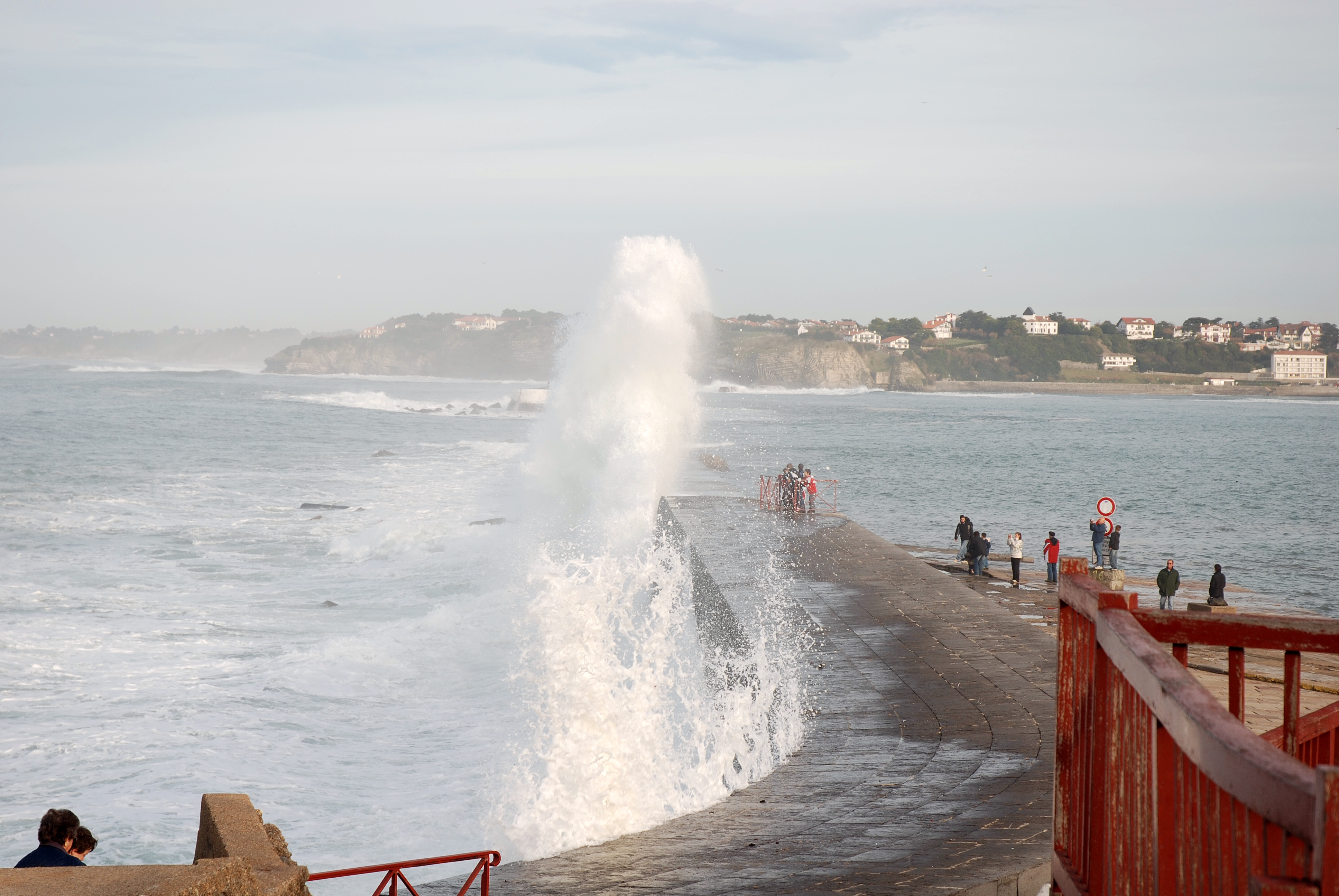
Vague sur la digue de Socoa.

D'après la Carte des Sept Provinces Basques éditée en 1863 par le prince Louis-Lucien Bonaparte, le dialecte basque parlé à Ciboure est le labourdin.

### Patrimoine civil

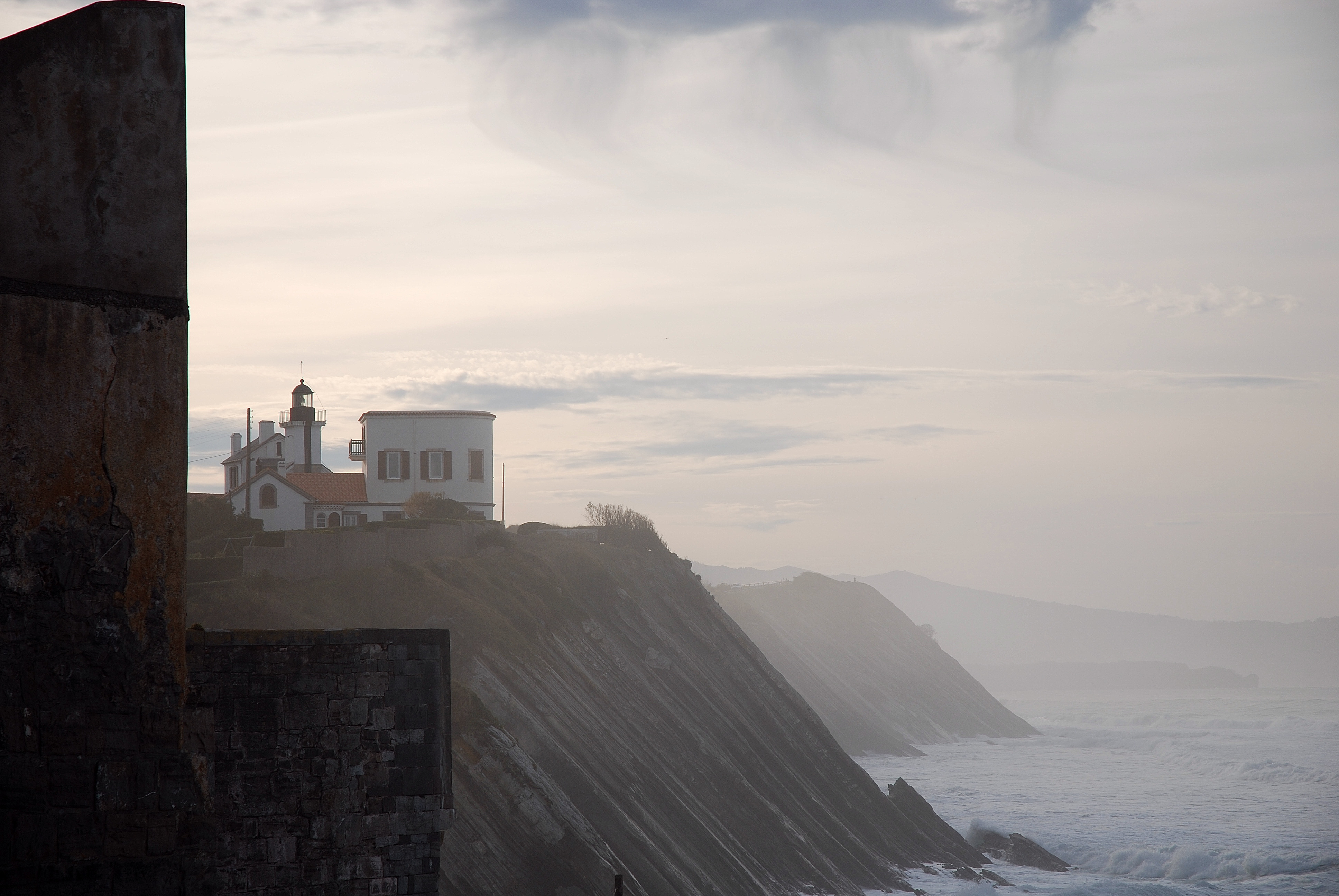
Le phare de Socoa.
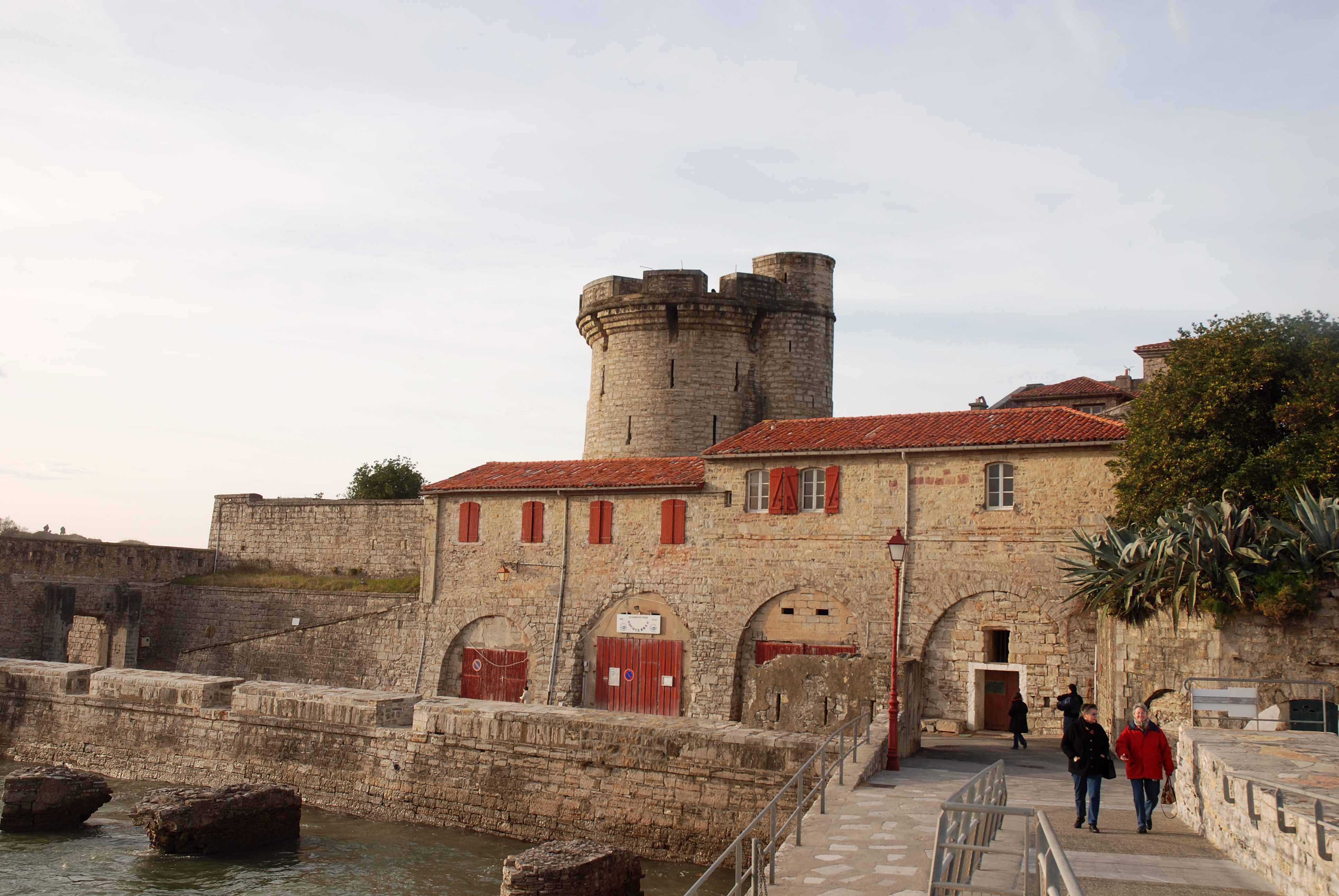
Fort de Socoa, œuvre de Vauban.
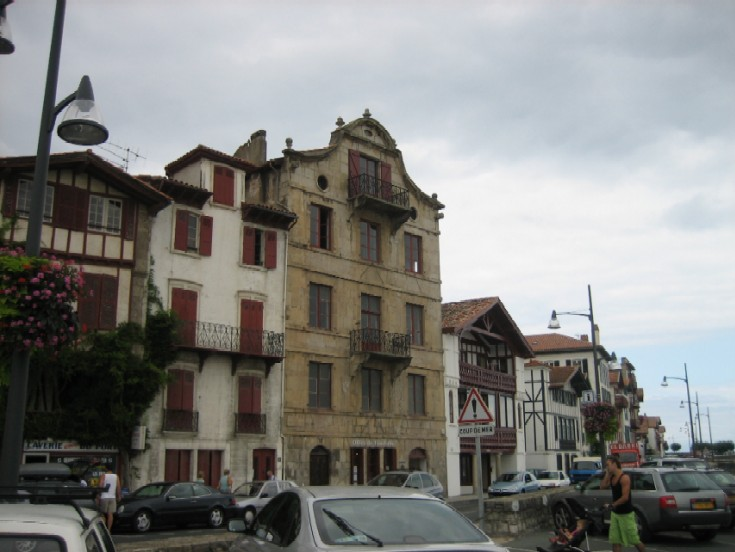
Au centre, maison natale de Maurice Ravel.

Le phare du port, construit par André Pavlovsky, est classé monument historique ;
Le fort du Socoa date du XVIIe siècle. Il a été construit pour défendre la baie de Saint-Jean-de-Luz.
Dès la fin des années 1930, il a abrité une école de voile, sport alors très « tendance » et paré d'une image élitiste (Charlie Chaplin y aurait fait un court stage lors de vacances en pays basque).
À partir des années 1940, l'école de  voile de Socoa tente de démocratiser le sport (une politique voulue par Jean Borotra, ministre des sports de Pétain, qui visait un « réarmement moral de la Jeunesse » et mise en pratique par un ancien officier de marine, le commandant Rocq, avec l'assistance technique de Jean-Jacques Herbulot. Cette démocratisation sera amplifiée, avec des méthodes similaires mais un tout autre cadre idéologique, par les Glénans de Philippe Viannay. Dans les années 1950, l'école, baptisée « Centre Virginie Hériot », toujours soutenue par la Marine nationale, qui y voit une source de vocations maritimes, est dirigée par deux moniteurs très qualifiés et créatifs, le Basque Pierre Latxague et le Breton Aristide Lehoerff.
Tentant de dépasser le succès du Vaurien, dériveur en contreplaqué minimaliste à prix cassé créé par Herbulot pour les Glénans, Latxague et Lehoerff s'associent au designer Christian Maury et à l'industriel bordelais Lucien Lanaverre pour créer un voilier révolutionnaire d'initiation en composite verre polyester, performant, léger, imputrescible et quasiment sans entretien : ce sera le « 420 », qui connaîtra un succès planétaire, tant à l'exportation ou en construction étrangère sous licence, que pour l'initiation et pour la régate.
Par la suite, la gestion de l'école de voile de Socoa est reprise par l'UCPA qui finira par la fermer pour manque de rentabilité dans les années 2000 après s'en être servi pour former ses moniteurs de ski saisonniers comme moniteurs de voile, une action visant à la professionnalisation des moniteurs sportifs qui n'aura pas le succès escompté.
Durant toute cette période, le centre de Socoa a été une institution pionnière de la voile légère, que ce soit pour l'apprentissage de base ou comme base d'entraînement des équipes nationales de voile. À partir de 1966, l'ENVSN implantée à St Pierre de Quiberon et dirigée par le très novateur Yvon Piégelin, venu de la FSGT, l'a progressivement supplantée dans le rôle de centre de voile de référence pour les formations de cadres et l'entraînement de haut niveau.
Longtemps laissé à l'abandon après la période UCPA, le fort est racheté à l'État par la commune en 2012. Des travaux de réhabilitation sont prévus avec pour objectif final d'en faire un campus universitaire multi-activités lié à la mer et à l'environnement marin.
Une fontaine monumentale du XVIIe siècle est classée aux monuments historiques depuis 1925 ;
La maison Neria, rue du Docteur-Micé, date du XVIIe siècle. Elle servit d'hôpital aux troupes de Wellington en 1813 et 1814 ;
La maison natale de Maurice Ravel, quai Ravel, date du XVIIe siècle ;
La villa Lehen-Tokia, chemin Axotareta, construite entre 1924 et 1926, est inscrite aux monuments historiques ;
La villa Leïhorra, rue du Docteur-Micé, est inscrite aux monuments historiques ;
Le thonier sardinier Marinéla, dans le port de Socoa, fait partie de l'inventaire du ministère de la Culture ;
La commune a érigé en 1955 une stèle des évadés de France, à la mémoire des résistants qui quittèrent la France pour rejoindre l'Armée de la libération via l'Espagne durant la Seconde Guerre mondiale.
Au bord de la Nivelle, le quartier Zubiburu, inauguré en 2008, rassemble des hôtels et des immeubles résidentiels de type néobasque.

### Patrimoine religieux

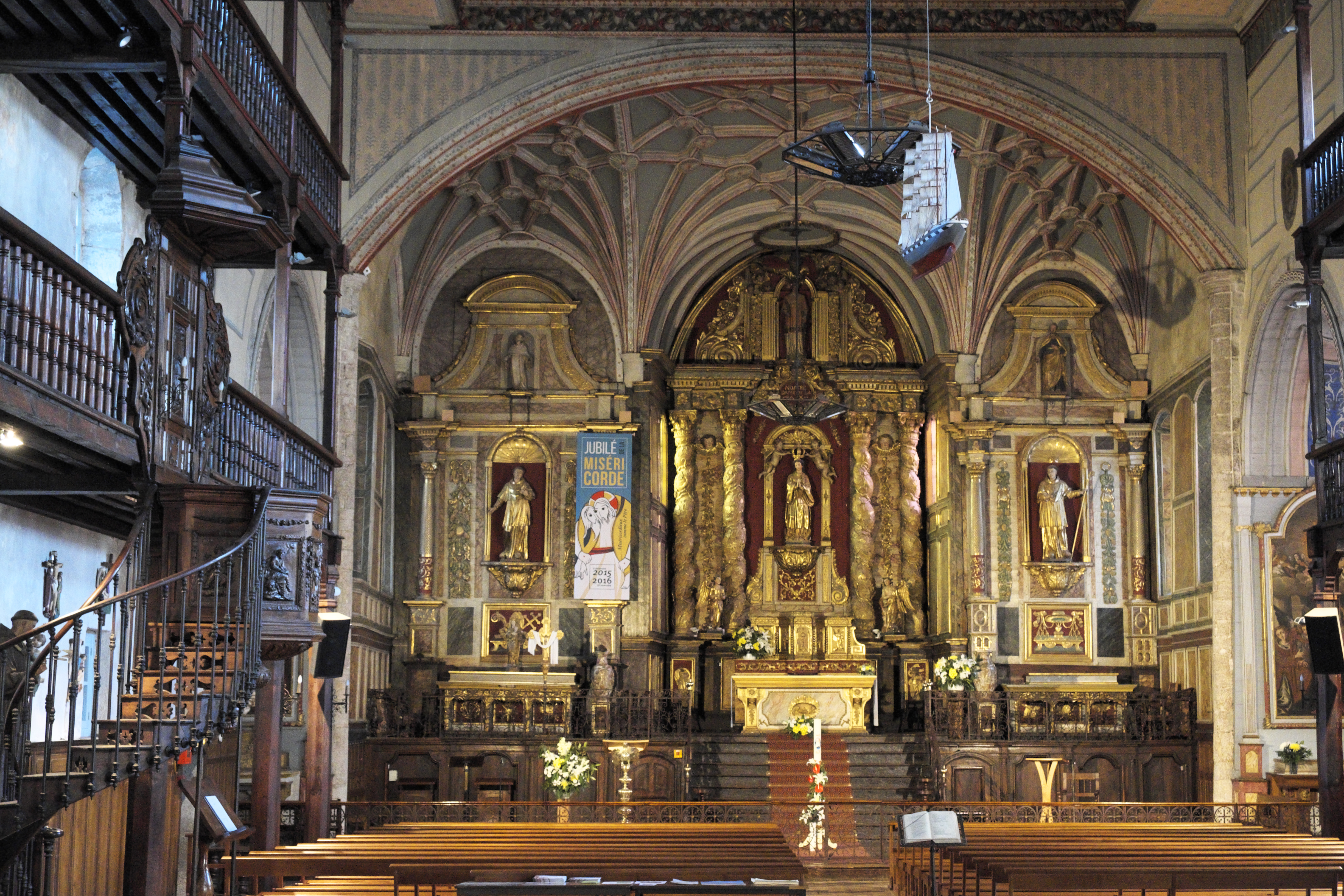
Retable baroque de l'église Saint-Vincent de Ciboure.

- L'ancienne église Notre-Dame de Bordagain[84], dite tour de Bordagain, est classée aux monuments historiques depuis 1987 ;
- Le couvent des Récollets[85] est inscrit aux monuments historiques depuis 1925. Il accueillait dans la deuxième moitié du XVIIIe siècle une école de navigation[86] ;
- La croix blanche[87], sur l'ancien chemin de Saint-Jacques-de-Compostelle, date de 1616 ;
- Une croix monumentale sculptée[88], proche de l'ancienne église Notre-Dame de Bordagain, est classée aux monuments historiques ;
- L'église Saint-Vincent[89] date des XVIe, XVIIe et XVIIIe siècles ; elle recèle divers mobiliers[90] inventoriés par le ministère de la Culture dont une statue d'un christ gisant[91]. C'est en 1555 que Ciboure obtint son autonomie religieuse et administrative et se détacha de la paroisse d'Urrugne. L'église fut achevée en 1575[92]. Un nouvel orgue baroque, réalisé par le facteur d’orgue Thomas[93] a été installé en 2012-2013 qui compte 35 jeux et 2600 tuyaux[94].

### Philatélie
En 1997, est émis un timbre de trois francs, multicolore, sur les corsaires basques qui ont servi les rois de France pendant l'Ancien Régime. L'illustration représente deux corsaires et leur navire, entourant le paysage montagneux de la Rhune derrière le fort de la Socoa, à Ciboure. La vente anticipée avec oblitération 1er jour se déroule le 13 septembre à Saint-Jean-de-Luz. Le timbre porte le n° YT 3103.

## Équipements
Sports et équipements sportifs
Ciboure possède un golf et un club de tennis (golf et tennis-club de la Nivelle).
Enseignement
Ciboure dispose de deux écoles élémentaires publiques (écoles Briand et Croix-Rouge), d'une école primaire privée (école Saint-Michel) et d'une ikastola (école Piarres Larzabal).

## Personnalités liées à la commune
nées au XVIe siècle
- Martin de Hoyarsabal, né à Ciboure à une date inconnue, marin, navigateur et hydrographe.
- Joanes Etxeberri, né vers 1580 à Ciboure, est un prêtre, poète et théologien écrivain de langue basque.

nées au XVIIe siècle
- Bernard Gazteluzar (1619-1701), écrivain et poète basque et jésuite.

nées au XVIIIe siècle
- Michel de Salaberry, né en 1704 à Ciboure, pionnier du Québec.

nées au XIXe siècle
- Jean-Pierre Duvoisin, né en 1810 à Ainhoa et mort en 1891 à Ciboure, est un écrivain de langue basque.
- Arnauld Michel d'Abbadie d'Arrast, né en 1815 à Dublin, mort à Ciboure en 1893, explorateur.
- Maurice Ravel, né en 1875 à Ciboure et mort en 1937 à Paris, est un compositeur de musique.
- George Gissing est un romancier réaliste anglais qui a vécu à Ciboure peu avant sa mort en 1903 à l’âge de quarante-six ans.
- María Barrientos, soprano (diva du Metropolitan Opera de New-York de 1916 à 1920), née à Barcelone le 10 mars 1883, morte à Ciboure le 8 août 1946.
- Pierre Benoit, né en 1886 à Albi et mort en 1962 à Ciboure, écrivain.
- Florentino Goikoetxea, né en 1898 à Hernani, installé à Ciboure en 1936, il y meurt en 1980, passeur du réseau Comète.

nées au XXe siècle
- Louis Bromfield a terminé la rédaction de son roman Twenty-four Hours (commencé à New York en 1925) en août 1929 à Socoa.
- Édouard Arrayet, né en 1904 à Ciboure, est un joueur de pelote basque qui devint champion de France en trinquet avec son frère Ernest.
- Pierre Lavergne, né en 1922 à Ciboure, est un joueur français de rugby à XV, qui a joué avec l'équipe de France, le Saint-Jean-de-Luz Olympique et l'USA Limoges.
- Thomas Mantérola, né en 1927 à Ciboure, est un joueur de rugby à XV qui a joué en équipe de France.
- Louis Echave, né en 1934 à Ciboure, est un joueur de rugby à XV, qui a joué avec l'équipe de France.
- Jean Garaialde, né en 1934 à Ciboure, est un joueur de golf.
- Jean-Michel Capendeguy, né en 1941 à Ciboure et mort en 1968, est un joueur français de rugby à XV, qui a joué avec l'équipe de France et le Saint-Jean-de-Luz Olympique.
- Marc Claerbout, né en 1949 à Ciboure, peintre.
- Michel Urtizverea, né en 1950 à Ciboure, est un joueur de rugby à XV, qui a joué avec le Stade bagnérais.
- Philippe Bergeroo, né en 1954 à Ciboure, est un gardien de but international français de football reconverti depuis 1988 dans une carrière d'entraîneur.

### Liens externes

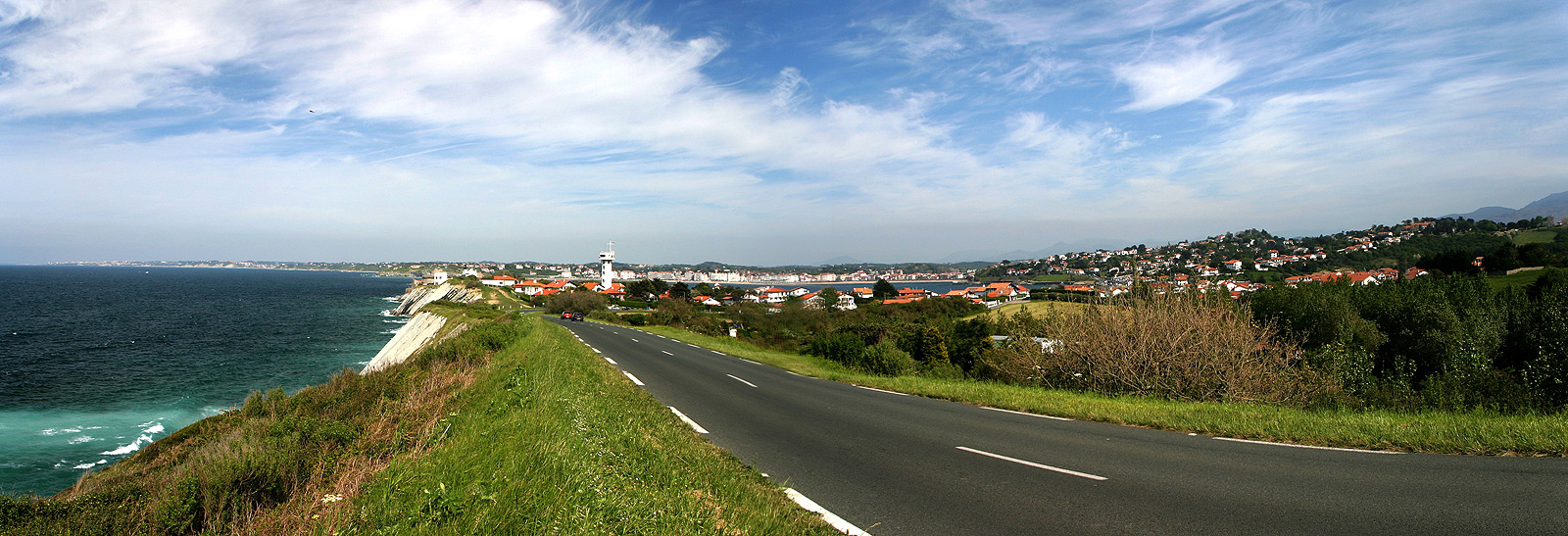